# 佛為首迦長者說業報差別經
《佛為首迦長者說業報差別經》（直译：首迦（長老）契經；藏語：Las rnam-par-ḥbyed-pa），由中印度人、隋代譯經家瞿曇法智（又稱達磨闍那、達磨般若、法智，梵名）所譯，收錄於大正藏阿含部第1冊第80部；於乾隆藏稱為《佛說業報差別經》收錄於小乘單譯經 58冊第735部，另於開寶藏、高麗藏、嘉興藏、永樂南藏、永樂北藏、普寧藏、至元錄、卍正藏等經藏皆有收錄此經典。

## 內容概要
釋迦牟尼佛在舍衛國（古印度大國之一）的祗園精舍，為首迦長者宣說眾生善惡業報的種種差別，及造成業報種種差別的原因：
- 造作了什麼樣的善業、善事（如：不殺害生命、勸導他人不殺生、見別人不殺生而心生歡喜），將會讓眾生得到什麼樣的善業果報（如：壽命增長），而做了什麼樣的惡業、壞事（如：殺害生命、勸導他人殺生、見別人殺害生命而心生歡喜），將會讓眾生得到什麼樣的因果報應（如：壽命短暫），並以一段偈語「若人造重罪，作已深自責，懺悔更不造，能拔根本業」說明懺悔的重要，真心懺悔改過並不再造罪，則能拔除根本罪業、除罪清淨，如同阿闍世王犯下弒父的五逆重罪，後來因他真誠的發心懺悔並不再造罪，因此入地獄受報不久後即得解脫[3]。

- 若有眾生恭敬禮佛或至誠供養，將依不同的情況獲得10種殊勝功德。
  - 禮佛塔廟，得十種功德
  - 奉施寶蓋，得十種功德
  - 奉施繒幡，得十種功德
  - 奉施鍾鈴，得十種功德
  - 奉施衣服，得十種功德
  - 奉施器皿，得十種功德
  - 奉施飲食，得十種功德
  - 奉施靴履，得十種功德
  - 奉施香華，得十種功德
  - 奉施燈明，得十種功德
  - 恭敬合掌，得十種功德[3]

## 外部連結
- 乾隆藏小乘單譯經-各冊目錄 （页面存档备份，存于）
- 佛說業報差別經：因果之長壽與短命 （页面存档备份，存于）
- 有理有據：各經典中關於供燈功德利益的詳細介紹 （页面存档备份，存于）
- 禮佛的十大功德利益 （页面存档备份，存于）